# Aleksandra Nacheva
Aleksandra Nacheva (en bulgare : Александра Начева, née le 20 août 2001 à Plovdiv) est une athlète bulgare, spécialiste du triple saut.

## Carrière
Elle débute l'athlétisme à l'âge de 9 ans, et est actuellement entraînée par Stoiko Tsonov, le père du triple sauteur Georgi Tsonov.
En juillet 2017, à 15 ans, Aleskandra Nacheva devient vice-championne du monde cadette du triple saut à l'occasion des championnats du monde cadets de Nairobi, avec un nouveau record personnel à 13,54 m. La semaine suivante, elle est sélectionnée pour les championnats d'Europe juniors de Grosseto et termine la compétition à la 4e place avec 13,64 m, record personnel.
Le 17 juin 2018, aux championnats nationaux juniors à Sofia, elle dépasse pour la première fois la barrière des 14 mètres, en sautant très exactement cette marque. Le 8 juillet, elle termine à la 2e place des championnats d'Europe cadets de Gyor avec 13,88 m, derrière l'Espagnole María Vicente (13,95 m). Dix jours plus tard, à seulement 16 ans, elle bat son record personnel avec 14,18 m pour remporter le titre mondial aux championnats du monde juniors 2018 à Tampere.
Elle est médaillée d'or du triple saut aux Jeux olympiques de la jeunesse de 2018 à Buenos Aires.

## Palmarès
| Date | Compétition                    | Lieu         | Résultat | Marque  |
| ---- | ------------------------------ | ------------ | -------- | ------- |
| 2017 | Championnats du monde cadets   | Nairobi      | 2e       | 13,54 m |
| 2017 | Championnats d'Europe juniors  | Grosseto     | 4e       | 13,64 m |
| 2018 | Championnats d'Europe cadets   | Győr         | 2e       | 13,88 m |
| 2018 | Championnats du monde juniors  | Tampere      | 1re      | 14,18 m |
| 2018 | Jeux olympiques de la jeunesse | Buenos Aires | 1re      | 13,86 m |
| 2019 | Championnats d'Europe espoirs  | Gävle        | 2e       | 13,81 m |
| 2019 | Championnats des Balkans       | Pravetz      | 2e       | 13,89 m |
| 2022 | Championnats d'Europe          | Munich       | 11e      | 13,33 m |
| 2023 | Championnats d'Europe espoirs  | Espoo        | 5e       | 13,40 m |

## Records
| Épreuve     | Épreuve   | Marque  | Lieu    | Date             |
| ----------- | --------- | ------- | ------- | ---------------- |
| Triple saut | Plein air | 14,29 m | Rome    | 7 juin 2024      |
| Triple saut | En salle  | 13,51 m | Plovdiv | 17 décembre 2022 |